# Вансова, Терезия

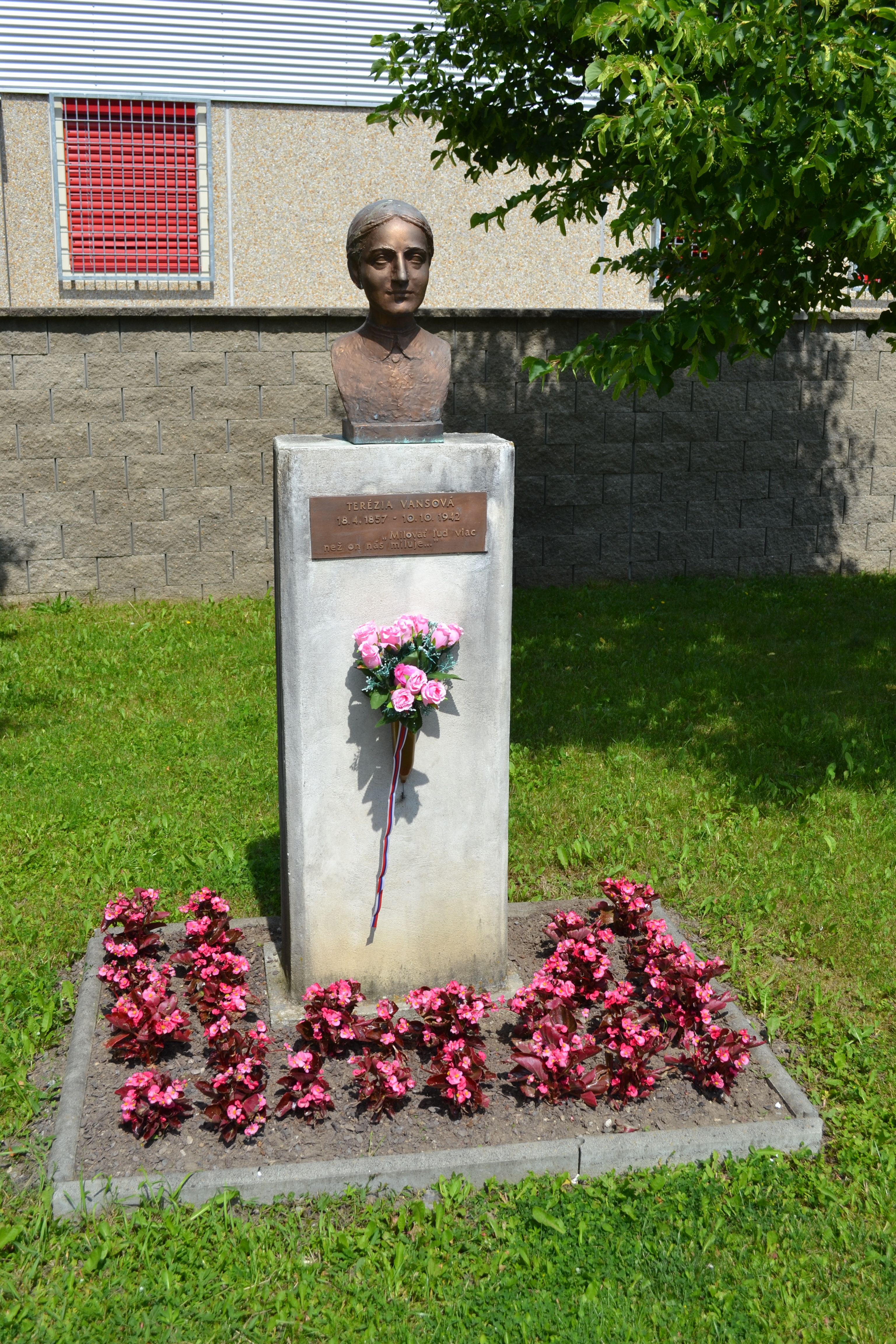
Бюст на родине Терезии Вансовой

Терезия Зузана Вансова урожденная Медвецкая (словац. Terézia Vansová; 18 апреля 1857, Зволенска Слатина, Австрийская империя (ныне район Зволен, Банска-Бистрицкий край, Словакия) — 10 октября 1942, Банска-Бистрица) — словацкая писательница, поэтесса, драматург . Представитель первого поколения реализма в литературе Словакии. Основательница первого словацкого женского журнала Dennica, этнограф.
Использовала псевдонимы Йоханка Георгиадесова, Милка Чартовницка и Немофила

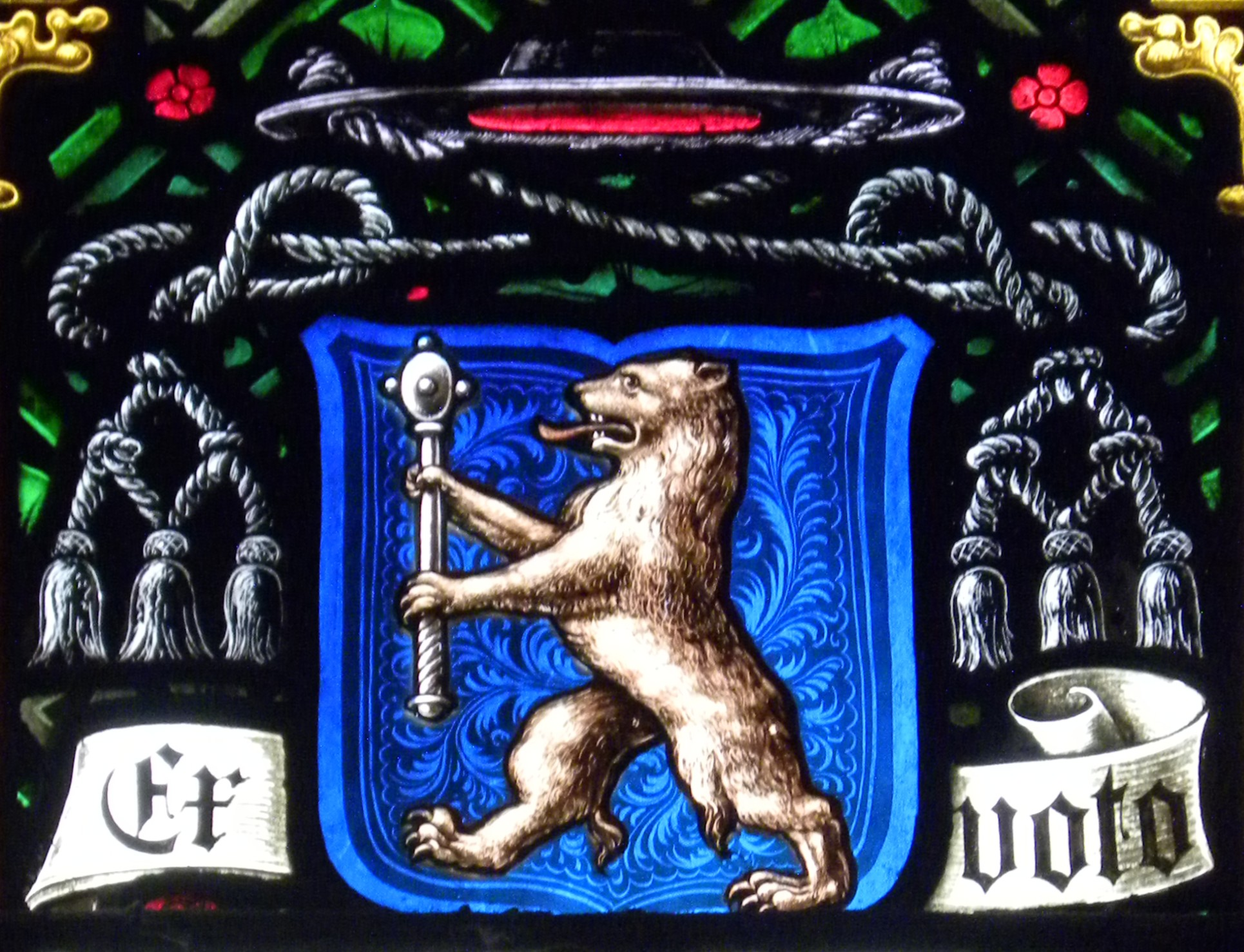
Родовой герб Медвецких

## Биография
Из земанов. Дочь священника. Гимназического образования не получила. Тем не менее, помимо родного словацкого, свободно говорила на немецком и венгерском языках.
В 1875 году, вышла замуж за лютеранского пастора и Вансова начала писать стихи на немецком и словацком языках. Ее первая работа Moje piesne (Мои песни, 1875) представляла собой сборник стихов на немецком языке, за ней последовали более зрелые стихи. С 1881 года работала редактором.
После самоубийства мужа в 1922 году Вансова продолжала писать и помогать другим писателям.

## Творчество
Автор стихов на немецком и словацком языках, романов и пьес. Обратила на себя внимание значительным количеством хороших рассказов, сюжеты которых касаются общественной жизни словаков;
Из произведений её особенно известен роман: «Sirota Podhradskych» (1889). Известна по романтическим романам, которые были популярны среди школьниц в течение нескольких десятилетий.
Первый словацкий женский журнал «Деница» под её редакцией был издан в 1898 году и приобрёл относительно большую известность — 3000 подписчиков. «Деница» выполняла национальную и культурную функции. Внесла вклад в словацкое национальное движение. Участвовала в женском движении Словакии.

### Избранная библиография
- 1875 — Moje piesne, cyklus básní
- 1884 — Jedlička, novela
- 1884 — Rozsobášení, novela
- 1885 — Čo si rozprávali klobúky
- 1885 — Suplikant
- 1885 — Humoreska
- 1886 — Lesť nad lesť
- 1886 — Ideál
- 1886 — Potopa (пьеса для детей)
- 1888 — Julinkin prvý bál
- 1889 — V salóne speváčky (комедия)
- 1889 — Sirota Podhradských
- 1890 — Obete márnomyseľnosti
- 1892 — Ohlášky
- 1893 — Prsteň
- 1896 / 1897 — Pani Georgiadesová na cestách
- 1897 — Svedomie (пьеса)
- 1898 — Nové šatočky
- 1901 — Ľúbezní hostia (пьеса)
- 1906 — Môj Jožko (пьеса)
- 1911 — Dve novelky
- 1914 — Nová kuchárska kniha
- 1919 — Milku dajú na edukáciu
- 1919 — Vlčia tma
- 1922 — Biela ruža
- 1922 — Chovanica
- 1922 — Z našej dediny
- 1926 — Kliatba
- 1927 — Boženka — Divočka
- 1928 — Ako zo svojho a iná próza
- 1930 — Sestry
- 1931 — Z fary a zo školy
- 1933 — Ilenin vydaj a iná próza